# Тульчинський краєзнавчий музей
Тульчинський краєзнавчий музей — районний краєзнавчий музей у місті Тульчині на Вінниччині, значне зібрання матеріалів і предметів з природи, історії та персоналій, зокрема, військової історії та про декабристський рух у регіоні, етнографії тощо Тульчинського краю.   

## Загальні дані
Музей міститься у так званому «Будинку декабристів» (будинку офіцерського зібрання) — старовинному будинку початку XIX століття за адресою: 
вул. Гагаріна, буд. 1, м. Тульчин (Вінницька область, Україна)—23600.
На правах відділу музейного закладу працює Музей-квартира М. Д. Леонтовича, що знаходиться за адресою: 
вул. Леонтовича, буд. 6, м. Тульчин (Вінницька область, Україна)—23600.
Музей працює з 10-00 до 17-00, вихідними днями є неділя та понеділок. 
Директор музею — Лукашенко Світлана Іванівна.

## З історії музею
Музей у Тульчині був створений у 1927 році. Першим його директором став відомий кооперативний, громадський діяч Поділля Іполит Чеславович Зборовський (1875—1937). 
Під час фашистської окупації міста в ІІ Світову війну колекцію музею було знищено, а приміщення передано іншій установі. У 1947 році музеї Ленінграда, Москви надіслали значну кількість експонатів. Нову експозицію Тульчинського музею було відкрито лише в 1953 році.   
У 1974—75 роках після капітального ремонту була повністю художньо оновлена експозиція музею, яка існує дотепер. 
1977 року до 100-річчя від дня народження видатного українського композитора Миколи Дмитровича Леонтовича, який проживав у Тульчині впродовж 1908—21 років, відкрито Музей-квартиру М. Д. Леонтовича, який відтоді діє на правах відділу Тульчинського краєзнавчого музею. 
Директорами музею працювали: Свідер С. Л., Гупол І. А., Копайгородська О. І., Святелик В. А., від 1988 року — Лукашенко С. І.
Тульчинський краєзнавчий музей сьогодні (2-а пол. 2000-х років) — значний культурний осередок міста, який щорічно відвідують понад 28 тисяч осіб, а зусиллями штату якого провадиться не лише екскурсійна, а й дослідна, наукова й культурна в широкому сенсі діяльність. Нині джерела фінансування — б'юджетн та платні послуги.

## Музейна колекція
Музейна колекція Тульчинського краєзнавчого музею нараховує понад 22 000 предметів. 
В краєзнавчому музеї Тульчина створені такі відділи:
1. Природа краю.
2. Історичне минуле краю.
3. Наш край в період ХУІІІ-XIX ст.
4. Край в період Великої Вітчизняної війни 1941-1945 рр.

Тематичні екскурсії, що забезпечує заклад:
1. Природа рідного краю.
2. Історія виникнення козацтва.
3. Олександр Васильович Суворов на Тульчинщині.
4. Потоцькі і Тульчин.
5. Злидні та багатство Софії Потоцької.
6. Тульчин – центр Південного товариства декабристів.
7. Культура та побут подолян.
8. Леонтович і Тульчин.
9. На забуття не має права (Голодомор та репресії в Україні).
10. Герої Радянського союзу – наші земляки.
11. Тульчин в роки Великої Вітчизняної війни.
12. Партизанське підпілля Тульчинщини.
13. Їх імена безсмертні (діти війни).
14. Афганістан – наша пам’ять і біль.

У 2 виставкових залах музею постійно демонструються роботи професійних та самодіяльних художників, збірки колекціонерів, виставки з фондів музею, проводяться зустрічі з цікавими людьми. 
Чільне місце в експозиції посідають матеріали про національно-визвольну боротьбу українського народу 1648—57 років — зокрема, експонуються козацька зброя, люльки, водоносні фляги тощо. 
У колекції закладу є значні матеріали про російського полководця Олександра Суворова, який перебував у місті впродовж 1796—97 років, — представлено військове спорядження, зброю та одяг російської армії XVIII століття, демонструються оригінальні фото палацу Потоцьких, парку «Хороше», скульптури з цього парку, а також предмети побуту міщан XVIII—XIX століть. 
В експозиції Тульчинського краєзнавчого музею є матеріали, пов'язані зі створенням у місті Тульчині Південного товариства декабристів під орудою Павла Пестеля. 
Етнографію із зібрань музею характеризують знаряддя праці та побуту українців, зразки виробів місцевих ремісників, інтер'єр української хати XIX століття. 
Період Великої Вітчизняної війни представлений у музеї зброєю, нагородами, оригінальними світлинами та документами. 
Експозиція музею-квартири М. Леонтовича, що функціонує на правах відділу, висвітлює життєвий та творчий шлях композитора, вшанування його пам'яті.

## Виноски
1. 1 2  Тульчинський краєзнавчий музей [Архівовано 2009-08-29 у Wayback Machine.] на вебсторінці Вінницького краєзнавчого музею [Архівовано 2009-11-06 у Wayback Machine.]
2. 1 2  Тульчинський краєзнавчий музей [Архівовано 23 червня 2010 у Wayback Machine.] на Тульчинська районна державна адміністрація[недоступне посилання з липня 2019] // Вінницька обласна державна адміністрація (офіційний сайт)

## Джерело та посилання
- Тульчинський краєзнавчий музей на вебсторінці Вінницького краєзнавчого музею
- Тульчинський краєзнавчий музей на сайті Тульчинської міської територіальної громади
- 2 фото Тульчинського краєзнавчого музею на www.podorozh.info/ («Подорож Україною»)